# 1960 في الكويت
أحداث عام 1960 في الكويت شهدت عدداً من التطورات السياسية والاقتصادية التي أسهمت في تشكيل ملامح الدولة الحديثة.

## أبرز الأحداث
- 1960 صدور مرسوم أميري بتغيير اسم مصلحة المالية إلى دائرة المالية والاقتصاد، وذلك لتعكس توسع مسؤولياتها في إدارة الشؤون الاقتصادية إلى جانب المالية.[1]
- 1960 تأسيس دائرة الفتوى والتشريع ضمن هيكل الدولة الكويتية لتقديم الرأي القانوني والشرعي وتنظيم الشؤون التشريعية.[2]
- 1960-09-14 انضمام الكويت كعضو مؤسس إلى منظمة الدول المصدرة للبترول (أوبك)، مما رسّخ مكانتها كلاعب رئيسي في سوق النفط العالمي.[3]